# Crincosia setifera
Crincosia setifera är en tvåvingeart som beskrevs av Bock 1982. Crincosia setifera ingår i släktet Crincosia och familjen daggflugor. Inga underarter finns listade i Catalogue of Life.